# Holbourne Island National Park
Holbourne Island National Park är en park i Australien. Den ligger i delstaten Queensland, omkring 980 kilometer nordväst om delstatshuvudstaden Brisbane. Arean är 34 kvadratkilometer.
Holbourne Island National Park är den högsta punkten i trakten. Trakten är glest befolkad. Det finns inga samhällen i närheten.
Savannklimat råder i trakten. Genomsnittlig årsnederbörd är 1 205 millimeter. Den regnigaste månaden är mars, med i genomsnitt 333 mm nederbörd, och den torraste är september, med 3 mm nederbörd.